# Abu al-Muhaŷir Dinar
Abu al-Muhaŷir Dinar (en árabe: أبو المهاجر دينار) (fallecido en 683) fue emir de Ifriquiya en tiempos de los omeyas.

## Biografía
Su biografía se complica por la existencia de dos versiones de la historia de la conquista omeya del norte de África, las escritas antes del siglo XI y las posteriores.
Puede haber sido de origen árabe, copto, griego o bereber. Inicialmente era un esclavo de Maslama ibn Mukhallad, miembro de los Ansar, y quien le dio su libertad. Maslama, uno de los compañeros de Mahoma, fue nombrado por el primer califa omeya Muawiyah I para el cargo de gobernador de Egipto e Ifriquiya. La inclusión de Ifriquiya era nominal, ya que hasta entonces los árabes solo habían hecho incursiones temporales en esa dirección sin conseguir un dominio permanente.
En 675, Maslama nombró a Abu al-Muhaŷir para el cargo de emir o general de las fuerzas omeyas en Ifriquiya. Este puesto ya estaba ocupado por Uqba ibn Nafi, miembro de los Banu Quraish. Maslama aconsejó a Abu al-Muhaŷir que relevara a Uqba de su posición con el debido respeto, pero parece que esto no fue así. Uqba fue encadenado y encarcelado, y solo fue liberado porque el califa solicitó verlo. Cuando Uqba salió de Ifriquiya hacia Damasco, prometió dar a Abu al-Muhaŷir el mismo trato que había recibido.
Uqba había establecido su campamento en Qayrawan. Se cuenta que Abu al-Muhaŷir lo abandonó (pero puede que lo destruyera) para levantar otro asentamiento a dos millas de distancia. Según las historias escritas siglos después, esta ciudad se llamaba Tākarwān (árabe: تاكروان). Hasta entonces, era costumbre que los emires de Ifriquiya fueran y vinieran a Egipto entre las campañas militares, mientras que, se dice, Abu al-Muhaŷir fue el primer emir que residió en Ifriquiya de modo permanente.
Los logros de Abu al-Muhaŷir en los más o menos nueve años de su mando difieren según las dos versiones que hay de la vida del conquistador. En las historias escritas en el siglo IX avanza no más allá del oeste que Mila, Argelia, mientras que las escritas después del siglo XI le adjudican la toma de Tlemcén.
El sucesor de Muawiyah como Califa, Yazid I, fue responsable de restaurar a Uqba a su posición anterior. Uqba llegó a Ifriquiya en 682, e inmediatamente cumplió su promesa. Abu al-Muhaŷir fue encadenado y obligado a acompañar a Uqba cada vez que salía de expedición.
En 683, el ejército de Uqba fue acorralado por el jefe bereber Kusaila, cerca de Tehouda, el antiguo fuerte romano de Thabudeos, en Argelia. Se cuenta que Uqba propuso desencadenar a Abu al-Muhaŷir para que pudiera luchar libremente, pero éste rechazó el ofrecimiento alegando que prefería morir luchando con sus cadenas. Ambos hombres fueron muertos en la batalla junto con 300 miembros de la caballería de Okba.
Está enterrado en Sidi Okba, Argelia, en el cementerio de al-Shurafa junto con 300 muertos de la batalla de Vescera, delante de la mezquita de Sidi Okba, tumba del general Uqba ibn Nafi.